# Нако Тонев
Нако Тонев Ошавчийски (известен и само като Нако Тонев) е български търговец, кмет на Радомир 1878 – 1879 г. и 1886 – 1888 г.

## Биография
Роден е през 1840 г. в Радомир. След Освобождението на Радомир през март 1878 г. се насрочват избори за Градски управителен съвет и Нако Тонев е избран за председател (кмет) на градския съвет. Остава на този пост до 1879 г. Делегат по право в Учредителното събрание в Търново през 1879 г. като председател на градския съвет. Участва и в I ВНС за избор на български княз от Радомир. Умира през 1915 г. в родния си град.